# Blanche Garde
Blanche Garde (franz.; lateinisch Alba Specula ‚weiße Aussicht‘) ist eine Kreuzfahrerburg vier Kilometer südlich Kfar Menachems im Regionalrat Joʾav, Südbezirk Israels. 

## Lage
Die Burg liegt auf dem Tell es-Safi, dem antiken Gath, etwa auf halbem Wege zwischen Jerusalem und Askalon in der Schfelah. Den Siedlungshügel selbst nannten die Kreuzfahrer Mons Clarus („heller Berg“).

## Geschichte
Die Burg wurde um 1138, spätestens 1142, vom Kreuzfahrerkönig Fulko innerhalb von dessen Krongut errichtet. Wie die zuvor errichteten Burgen Ibelin und Gibelin diente sie dem Zweck, den Machtbereich der fatimidischen Festungsstadt Askalon einzudämmen. Mit deren Fall Askalons an die Kreuzfahrer 1153 wurde Blanche Garde Teil der Grafschaft Jaffa und Askalon im Besitz des späteren Königs  Amalrich I.
Dieser erhob Blanche Garde 1166 zu einer eigenständigen Herrschaft und vergab es als Lehen an Walter III. Brisebarre, der dafür seine Lehensherrschaft Beirut an den König verkaufte.
Als Walter starb, übernahm anscheinend sein jüngerer Bruder Bernard (1186 als Herr von Blanche Garde belegt) das Lehen, während Walters Sohn Gilles (1198–1220 belegt) wohl noch minderjährig war. 1253 ist Gilles’ Sohn Raoul († nach 1265) als Herr von Blanche Garde urkundlich belegt. 1265 übernahm der staufertreue Baron Amalrich Barlais die Herrschaft Blanche Garde, die schließlich von den Mamluken erobert wurde.
Die Überreste der Burg wurden bis heute nicht archäologisch untersucht, da sich auf ihnen ein islamischer Friedhof befindet.

## Anlage
Die Burganlage bestand als Ringburg zunächst im Wesentlichen aus einer einzigen Umfassungsmauer, die eine Fläche von ca. 16 mal 16 Metern umschloss. An den Ecken war sie mit insgesamt vier Türmen bewehrt. Dieser einfache Burgentyp war bereits bei den Römern, Byzantinern und Umayyaden gebräuchlich und war schnell und kostengünstig zu errichten. Nach dem Fall Askalons im Jahre 1153 wurde die Burg erweitert und verstärkt.